# Hemictenius kabakovi
Hemictenius kabakovi är en skalbaggsart som beskrevs av Gusakov 1998. Hemictenius kabakovi ingår i släktet Hemictenius och familjen Melolonthidae. Inga underarter finns listade i Catalogue of Life.